# 山一笼鸡
山一笼鸡（学名：Strobilanthes aprica）是爵床科紫云菜属的植物。分布于泰国、中南半岛以及中国大陆的贵州、四川、广西、香港、云南、江西、广东等地，生长于海拔800米至2,200米的地区，见于干旱疏林下及山坡灌丛，目前尚未由人工引种栽培。

## 别名
野古蓝（植物研究）

## 变种
- Strobilanthes aprica Hance var. collina C. B. Clarke
- Strobilanthes aprica Hance var. glabra (Imlay) H. S. Lo